# Bình Hòa Bắc
Bình Hòa Bắc là một xã cũ thuộc huyện Đức Huệ, tỉnh Long An, Việt Nam.
Xã Bình Hòa Bắc có diện tích 35,8 km², dân số năm 1999 là 8.086 người, mật độ dân số đạt 226 người/km².
Ngày 16 tháng 6 năm 2025, Ủy ban Thường vụ Quốc hội khóa XV ban hành Nghị quyết số 1682/NQ-UBTVQH15 về việc sắp xếp các đơn vị hành chính cấp xã của tỉnh Tây Ninh năm 2025. Theo đó, sắp xếp toàn bộ diện tích tự nhiên, quy mô dân số của của các xã Bình Hòa Bắc, Bình Hòa Nam và Bình Thành thành xã mới có tên gọi là xã Đức Huệ.